# Fællesskab...? En tegnefilm om Danmark
Fællesskab...? En tegnefilm om Danmark er en dansk tegnet dokumentarfilm fra 1998 med instruktion og manuskript af Anders Sørensen.

## Handling
Denne artikel mangler et handlingsreferat. Hjælp os med at skrive det.